# 印度人民革命党
印度人民革命党（英语：Peoples Revolutionary Party of India）是印度西孟加拉邦的一个共产主义政党。该党原为印度共产党（马克思主义）的一个分裂团体。该党原来的名字是西孟加拉民主纲领。该党的领导人是Sumantha Hira。该党曾是印度共产主义者和民主社会主义者联盟的成员。